# Granuloteratoppia annulata
Granuloteratoppia annulata är en kvalsterart som beskrevs av P. Balogh 1988. Granuloteratoppia annulata ingår i släktet Granuloteratoppia och familjen Teratoppiidae. Inga underarter finns listade i Catalogue of Life.